# Villa Annenheim

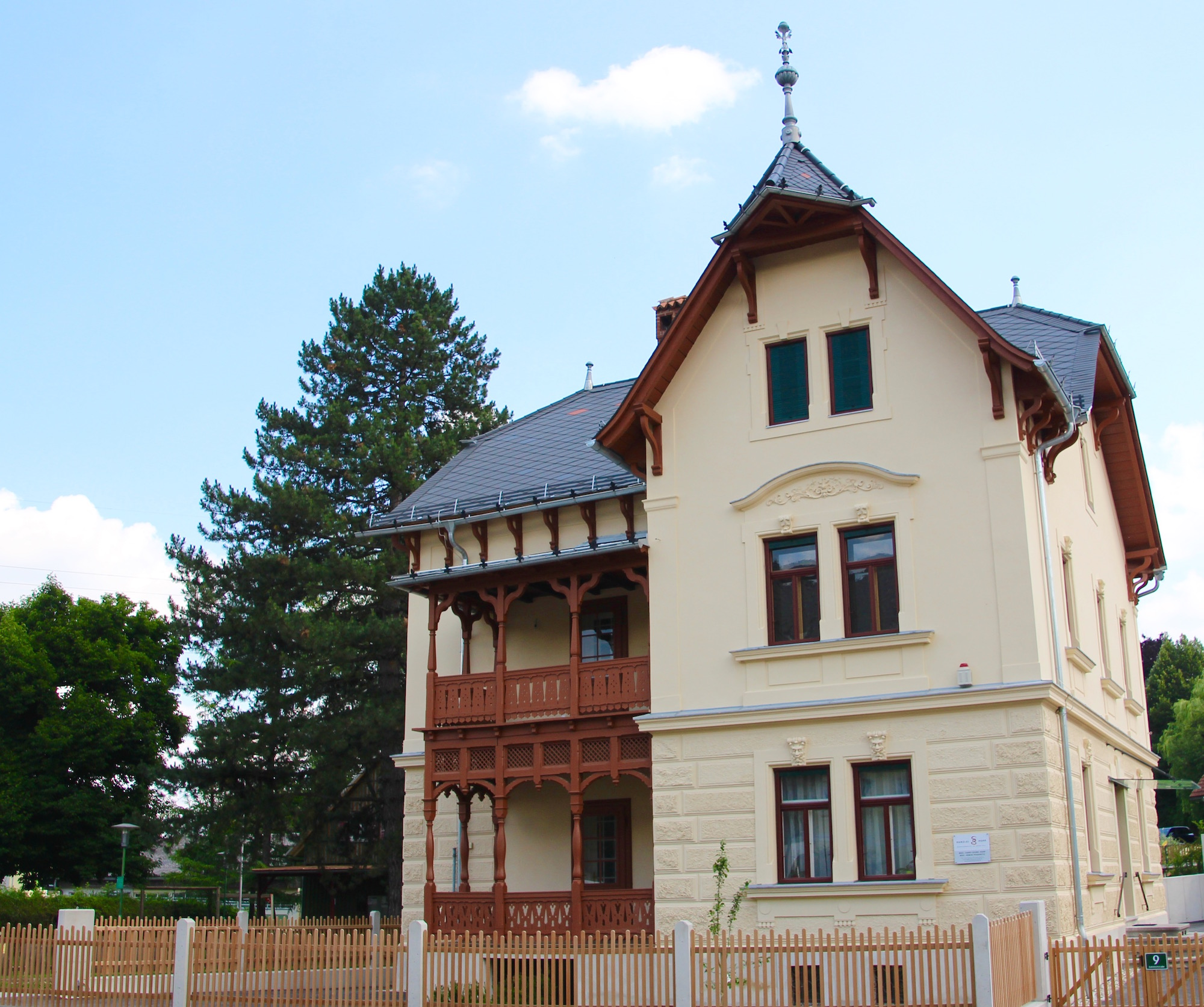

Die Villa Annenheim ist ein denkmalgeschütztes Gebäude (Listeneintrag) in Gratwein (Gemeinde Gratwein-Straßengel). Erbaut in den Jahren 1907 bis 1909, gilt das Gebäude als sozial- und lokalhistorisches Dokument für die Baukultur vor dem Ersten Weltkrieg im Grazer Norden. Die Villa zählt mit noblem Interieur zu den letzten nahezu authentisch erhaltenen Bauwerken dieser Art im Bezirk Graz-Umgebung, weswegen sie 2005 vom österreichischen Bundesdenkmalamt unter Schutz gestellt wurde.

## Geschichte

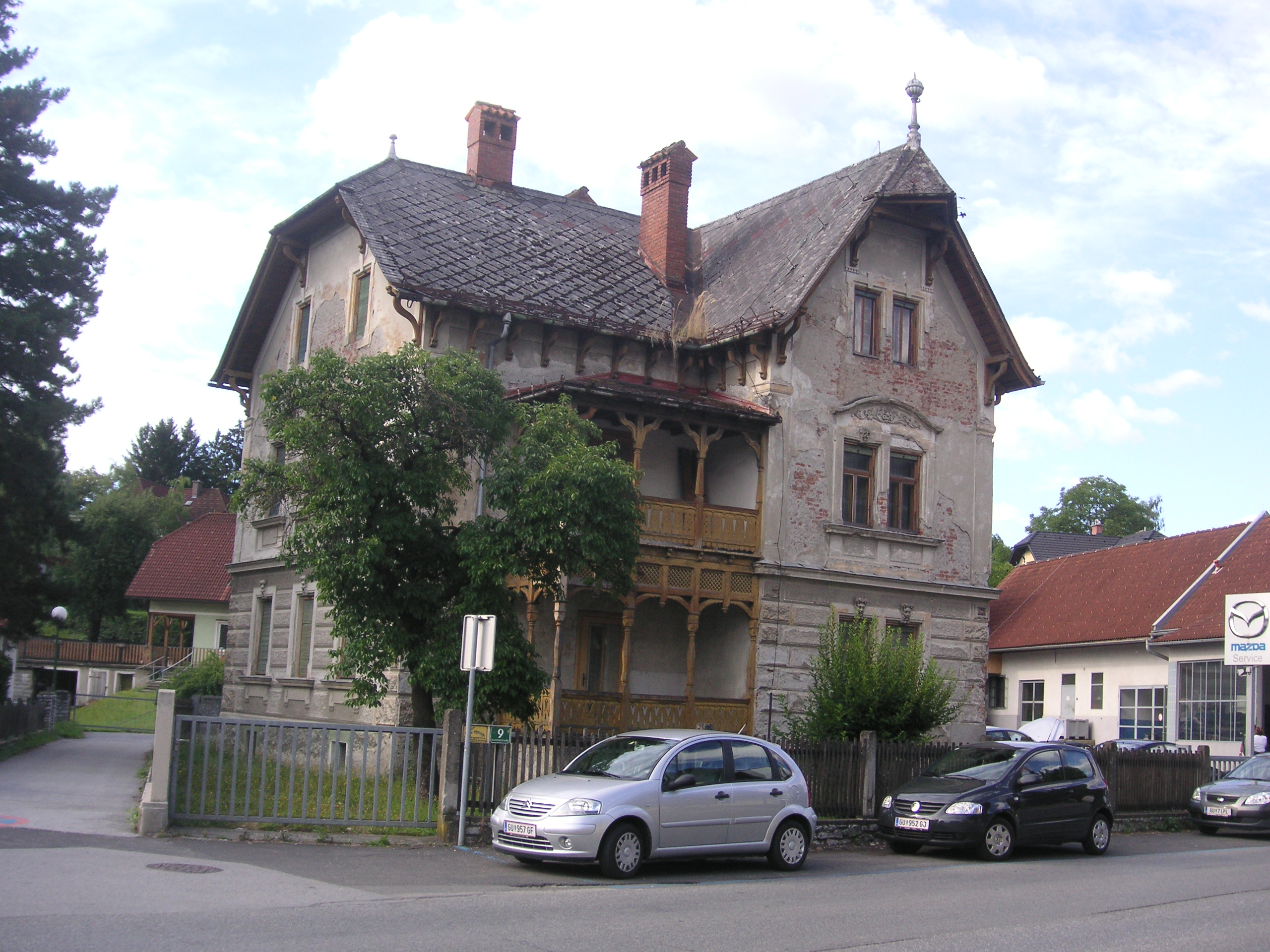
Bauzustand vor der Restaurierung

1904 erwarben die Eheleute Anna und  Andreas Hois (1872–1918) das Grundstück in der heutigen Bahnhofstraße 9. Für seine Familie plante und baute der Gratweiner Maurer- und Zimmermeister in den Jahren 1907 bis 1909 ein Wohnhaus im Typus einer repräsentativen Stadtvilla.
Nach dem frühen Tod der Eltern ging das Eigentum an der Villa an die minderjährigen Kinder Andreas, Anna, Elise, Alexander, Anton, Rupert und Alois Hois über. In den folgenden Jahren häuften sich die Hypotheken. Schließlich erwarb der Vorschusskassenverein für die Ortsgemeinden Gratwein und Judendorf-Straßengel die Liegenschaft.
Im Jänner 1936 kauften Anton und Hedwig Veigl das Haus (Veigl Villa) in der Bahnhofstraße. Die Familie des Volksschuldirektors vermietete das Haus. Erst Sohn Anton bewohnte das Haus ab 1945. Der Lehrer und spätere Volksschuldirektor war leidenschaftlicher Musiker. Er wirkte als Organist in Judendorf, als Leiter des Leykam-Chores und begleitete als Pianist eine Streichergruppe. Noch heute steht sein Flügel im so genannten „schwarzen Zimmer“ im ersten Stock.
In der unmittelbaren Nachbarschaft der Villa seines Bruders Andreas gründete einst Alexander Hois ein Autobusunternehmen, das später von der Firma Matzer übernommen wurde. 1961 verlegte Friedrich Ligg seine Kfz-Werkstatt in die frei gewordenen Garagen. 1985 kaufte er das Gebäude, das ab nun Ligg-Villa genannt wurde.
2005 wurde das Gebäude unter Denkmalschutz gestellt.
2015 erwarb Hans Georg Popp das Gebäude. Nach der Restaurierung und Generalsanierung im Jahr 2016 wird das Haus, nun wieder unter dem ursprünglichen Namen Villa Annenheim, als Rechtsanwaltskanzlei genutzt.
Am 2. September 2017 verleiht der Verein Denkmal Steiermark den Würdigungspreis 2016 für die Restaurierung der späthistoristischen Villa.
Am 9. Oktober 2018 erhält die Villa Annenheim die Auszeichnung Steirisches Wahrzeichen für die vorbildliche Revitalisierung eines historisch bedeutsamen Bauwerks.

## Architektur
Die Villa weist an der Fassade Gestaltungselemente des beginnenden 20. Jahrhunderts auf: typische Schmuckelemente des Historismus (Fassadenaufbau) und des Jugendstils (Blattornamentik) sowie Dachausbildung, Holzveranden und -balkone, die charakteristisch für den seinerzeit vor allem bei ländlichen Bauten beliebten Schweizerhaus-Stil sind.
Das zweigeschoßige Gebäude mit vorspringenden Giebelanbauten wurde über einem L-förmigen Grundriss erbaut. Das genutete Erdgeschoß mit Rieselputzoptik und Eckquaderung schließt mit einem Kordongesims ab. Die Fassaden zeigen faschengerahmte Fenster mit Parapetfeldern und maskaronartigen Schlusssteinmotiven aus Stuck am Fenstersturz. Die schmale straßenseitige Giebelfront mit abgeflammtem Dachvorsprung und kugelförmigem Zieraufsatz am First ist optisch durch eine geschwungene Verdachung mit Stuckdekor in Form von Blattranken über dem Doppelfenster im Obergeschoß akzentuiert.
Die Veranden an der Straßen- und Hofseite zeichnen sich durch handwerklich fein ausgearbeitete Zierschnittmotive an der Stützkonstruktion und am Geländer aus. Traufe und Ortgang sind zusätzlich durch geschweifte Holzstützen geschmückt.
„Die Unternehmer-Villa des Andreas Hois ist ein Spiegel seiner doppelten Profession als Baumeister und Zimmerer, die sich auch in der präzisen handwerklichen Ausführung und Ausstattung äußert.“ Nach der Restaurierung im Jahr 2016 sind viele Dokumente der historischen Bauweise wieder sichtbar, u. a. Holzdecken und -treppen, Wiener Kastenfenster mit Rollläden, Betonfliesen, Schablonenmalerei.

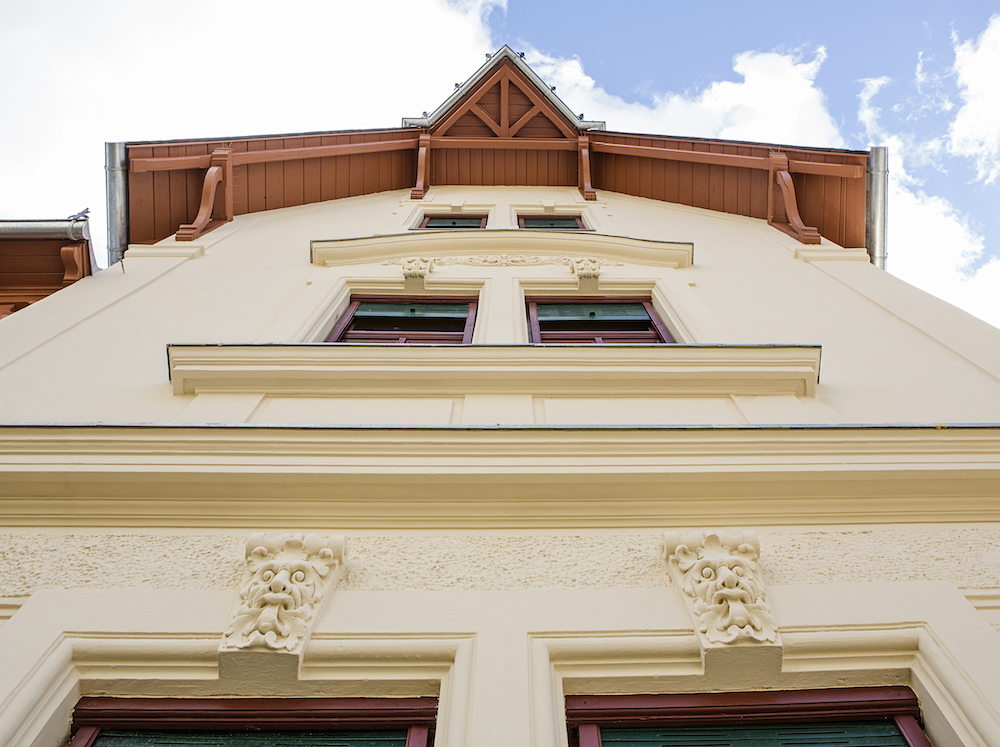
Fassade
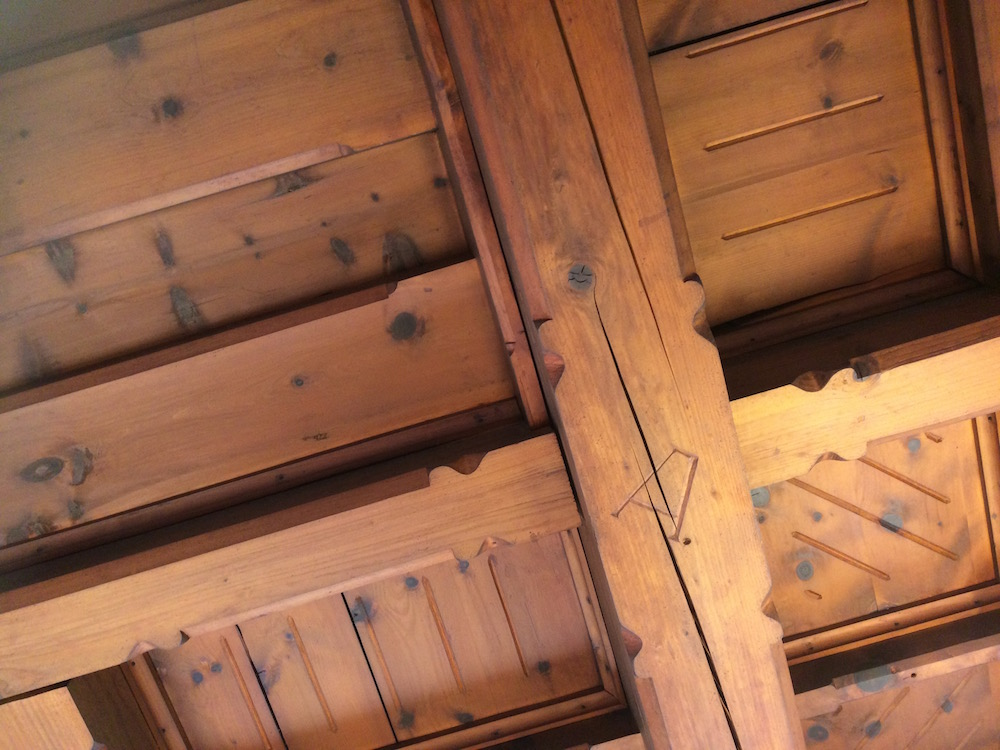
Deckengestaltung
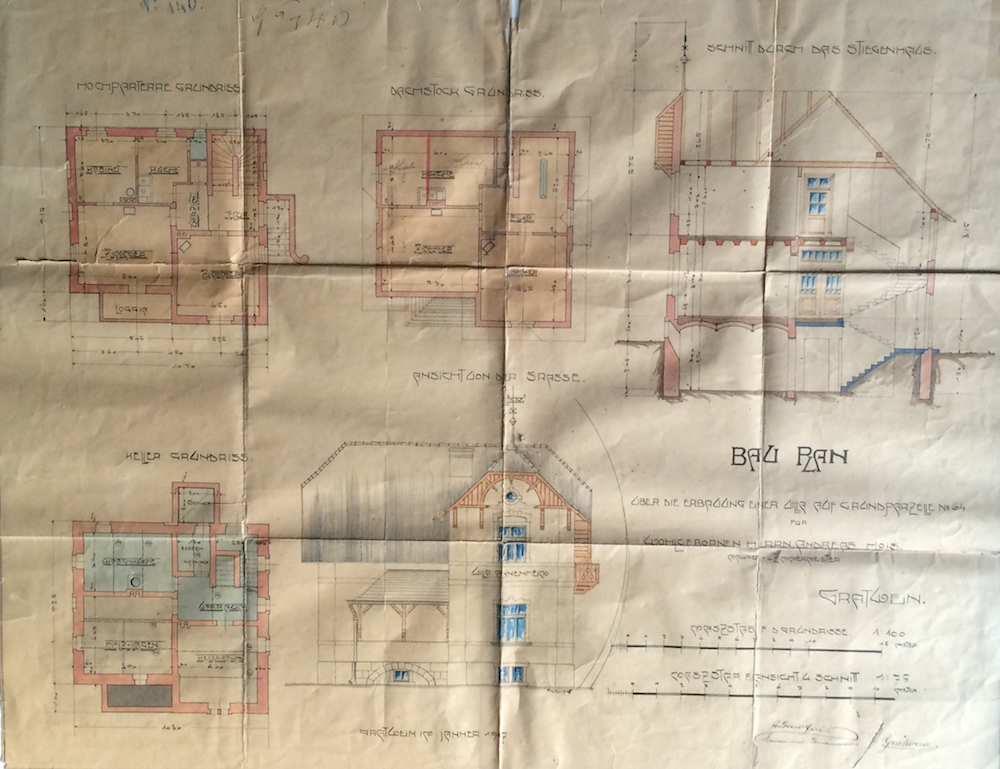
Bauplan von 1907
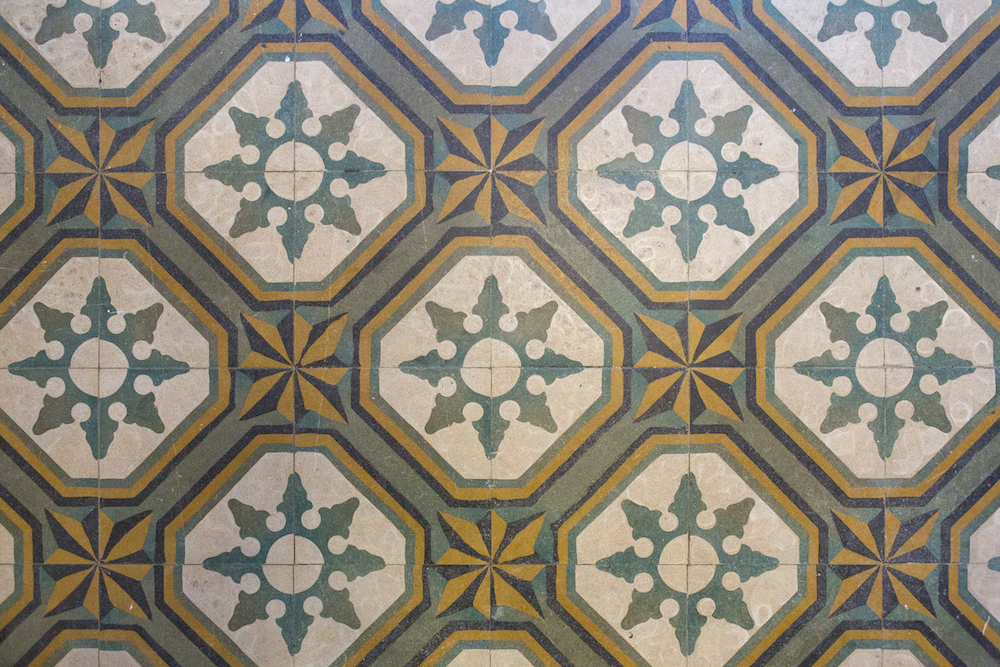
Zementfliesen
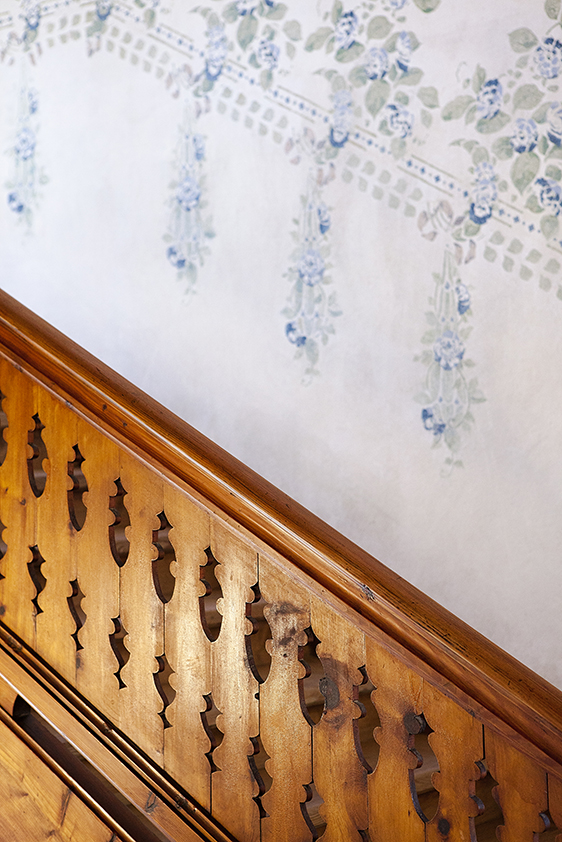
Holzgeländer und Schablonenmalerei